# تشارلي كونينغهام
تشارلي كونينغهام (بالإنجليزية: Charlie Cunningham)‏ (1890 بمانشستر في المملكة المتحدة - 30 يناير 1942 في المملكة المتحدة) هو لاعب كرة قدم بريطاني (وحمل سابقاً جنسية المملكة المتحدة لبريطانيا العظمى وأيرلندا) في مركز مهاجم داخلي. لعب مع ستوكبورت كونتي ونادي ترانمير روفرز لكرة القدم وAshton National F.C. ‏.